# Ferdinand Waldo Demara
Ferdinand Waldo Demara, Jr. né le 21 décembre 1921 à Lawrence (Massachusetts) , et mort le 7 juin 1982 à Anaheim en Californie, est un fabulateur américain connu pour de nombreuses impostures parfaitement réussies. 
Il s'est notamment fait passer entre autres pour médecin de bord, ingénieur civil, shérif adjoint, gardien de prison, docteur en psychologie, employé d'hôpital, avocat, expert pédiatrique, moine bénédictin, moine cistercien, éditeur, cancérologue, et enseignant. Il n'a jamais obtenu (ni recherché) d'argent en faisant cela, mais juste une respectabilité temporaire.
Les employeurs de Ferdinand Waldo Demara ne le suspectaient pas et étaient même contents de lui. Demara a affirmé posséder une mémoire photographique et est réputé pour avoir une intelligence supérieure à la normale. Il était apparemment capable de mémoriser les techniques nécessaires à ses impostures à partir de manuels et avait deux règles de vie : Un accusateur doit apporter des preuves et Quand il y a danger, attaque. Il explique que sa seule motivation était de « s'amuser, juste s'amuser ».
Sa vie a inspiré le film Le Roi des imposteurs avec Tony Curtis dans son rôle, et il a servi d'inspiration pour le personnage de Jarod dans la série Le Caméléon.

## Biographie

### Jeunesse
Ferdinand Waldo Demara est originaire du Massachusetts. Son père, Ferdinand Waldo Demara, Sr. est né dans le Rhode Island et travaille comme opérateur de cinéma. Sa famille est plutôt aisée. Le frère de son père, Napoleon Louis Demara, Sr., possède plusieurs théâtres dans la ville, dans lesquelles Ferdinand, Sr. est un membre actif du syndicat. Peu avant la grande dépression, son père connait des problèmes d'argent, obligeant la famille a emménager dans un quartier pauvre de la ville.
C'est durant cette période de disette que Demara Jr. part du domicile familial à 16 ans pour rejoindre des moines cisterciens dans le Rhode Island et y reste plusieurs années. Il rejoint l'armée en 1941.

### Impostures
En 1942, Ferdinand Waldo Demara commence à se faire appeler Anthony Ignolia, du nom d'un collègue de l'armée, et déserte. Après deux tentatives supplémentaires de devenir moine, il rejoint la marine. Il n'obtient pas le poste désiré, simule un suicide, et emprunte un nouveau nom, Robert Linton French, puis devient psychologue spécialiste en religion et enseigne au collège Gannon (qui est aujourd'hui une université) à Érié en Pennsylvanie. Par la suite, Demara Jr. travaille comme employé dans un sanatorium de Los Angeles, et enseigne au collège St. Martin (qui est aujourd'hui une université) dans l'État de Washington. Le FBI finit par le rattraper et il est condamné à 18 mois de prison pour désertion.
À sa sortie, il endosse une fausse identité et étudie le droit la nuit à l'université du Nord-Est, puis rejoint les Frères de l'instruction chrétienne dans le Maine, un ordre catholique romain. Il y fait la connaissance d'un jeune médecin appelé Joseph C. Cyr, ce qui mène à son plus fameux exploit. Ayant endossé le nom de Cyr, il travaille comme chirurgien traumatologue à bord du navire canadien HMCS Cayuga durant la guerre de Corée. Il réussit plusieurs opérations importantes et empêche les infections avec de la pénicilline. Son opération la plus remarquable est pratiquée sur un jeune Coréen de 16 ans. Demara, le seul « chirurgien » à bord, devient alors très important sur le navire. Après avoir ordonné à son personnel de préparer et d'emmener des patients blessés dans la salle d'opération, il s'enferme dans sa chambre avec un manuel de chirurgie générale et se met à le lire en vitesse, pour en apprendre suffisamment sur les opérations importantes qu'il va devoir pratiquer. Aucun patient ne succombera aux opérations. Cependant, l'histoire du retrait d'une balle d'un soldat canadien est rapportée par les journaux canadiens et la mère du vrai Joseph Cyr en prend connaissance. Son fils au moment de ses opérations en Corée était médecin à Grand-Sault au Nouveau-Brunswick. Quand la nouvelle de l'imposture atteint le Cayuga, toujours en service en Corée, le capitaine James Plomer refuse d'abord de croire que Demara n'est pas docteur (et n'est pas Joseph Cyr). La marine canadienne choisit de ne pas le juger et Demara peut retourner aux États-Unis,.

### Sa philosophie de vie
Ferdinand Waldo Demara a raconté à son biographe : 

« (Demera Jr.)'… avait deux croyances. La première était que dans toute organisation il y avait toujours des choses inexploitées qui pouvaient être exécutées sans faire de mal à personne. La seconde règle était que si vous voulez le pouvoir et vous développer, n'empiétez jamais sur le domaine de quelqu'un d'autre et créez-en de nouveaux…'
Ferdinand Waldo Demara appelle cela l'« expansion dans le vide du pouvoir », et déclare que « si vous arrivez à un nouveau poste, ne vous approchez pas du domaine d'un autre professionnel mais essayez d'en créer un par vous-même. Vous gagnerez beaucoup et éviterez en même temps de vous faire un ennemi ». La technique de Demara est de trouver son propre domaine. « De cette façon, il n'y a pas de concurrence, pas de temps passé à vous mesurer à quelqu'un. Comment quelqu'un pourrait dire que vous n'êtes pas un expert ? Et puis il n'y a pas de règles ou de précédents qui puissent vous limiter. Faites vos propres règles et interprétations. Juste cela. Rappelez-vous, développez-vous dans le vide du pouvoir. »

### Fondateur d'un collège
Durant l'imposture du moine John Payne des Frères chrétiens de l'enseignement (aussi appelés Frères de l'instruction chrétienne de Ploërmel), Ferdinand Waldo Demara eut l'idée de créer un ordre catéchiste plus important et créa un collège à Alfred dans le Maine. Il le finance et l'établissement est même reconnu par l'État. Il quitte cependant l'ordre religieux en 1951 lorsque les Frères chrétiens de l'enseignement refusent de le nommer recteur du collège, ni de le nommer en son nom. Nommé collège LaMennais, l'établissement est aujourd'hui l'université Walsh (en).

### Semblant de célébrité
Après cet épisode, Ferdinand Waldo Demara vend l'histoire de sa vie au magazine Life et survit grâce à des petits boulots, puisqu'il est maintenant connu de tous. Il commence à boire. Il recommence peu après ses impostures et travaille dans une prison à Huntsville au Texas. Selon son biographe, il est démasqué après qu'un détenu a trouvé une copie de Life parlant de lui.
Ferdinand Waldo Demara apparaît le 12 novembre 1959 à l'émission TV You Bet Your Life (en), avec Groucho Marx. Demara y raconte ses exploits et dit que les 1 000 $ qu'il gagne au jeu iront au « Fonds Fred Demara d'alimentation et de vêtements.
Ferdinand Waldo Demara continue à utiliser de faux noms, mais du fait de sa notoriété, il lui devient plus difficile de réussir des impostures. En 1960, il fait une apparition dans un petit rôle dans le film d'horreur Magie noire. Il joue un (véritable) chirurgien.

### Fin de vie
Au début des années 1960, Ferdinand Waldo Demara travaille comme conseiller à l'Union Rescue Mission (en) de Los Angeles. En 1967, il reçoit un diplôme honoraire de l'université Multnomah (en) de Portland.
Ferdinand Waldo Demara fréquente des célébrités durant sa vie, étant notamment très proche de l'acteur Steve McQueen, dont il prononce l'oraison funèbre en novembre 1980.
Quand les actes de Ferdinand Waldo Demara ont été découverts dans les années 1970, il est presque expulsé de l'hôpital du Bon Samaritain d'Anaheim où il travaille comme chapelain. Le général Philip S. Cifarelli, qui est personnellement ami avec Demara, s'est porté garant de lui et il put garder son emploi. Il est un chapelain très actif et apprécié. En raison de ses ressources financières limitées et de son amitié avec Cifarelli et  Jerry Nilsson, l'un des propriétaires de l'hôpital, Demara est autorisé à vivre dans l'hôpital jusqu'à sa mort, même après que sa maladie l'a obligé à arrêter de travailler en 1980.
Ferdinand Waldo Demara meurt le 7 juin 1982 à 60 ans d'un arrêt cardiaque et de complications de son diabète qui lui avait fait amputer ses deux jambes. Selon sa rubrique nécrologique parue dans le New York Times, il vivait dans le comté d'Orange depuis huit ans.

## Dans la culture populaire
L'histoire de Ferdinand Waldo Demara a inspiré le livre Le Roi des imposteurs de 1960 de Robert Crichton (en). Le livre connaît de très bonnes ventes et est adapté en film en 1961 sous le même titre avec Tony Curtis dans le rôle de Demara. Un second livre de Crichton, The Rascal and the Road, raconte les recherches de Crichton sur Demara.
Le groupe The Band a enregistré une chanson intitulée Ferdinand the Imposter.
Le groupe The Fleetwoods a enregistré une chanson intitulée (He's) The Great Imposter.

## Films/TV
- Le Roi des imposteurs (1961), une version fictionnalisée de sa vie avec Tony Curtis dans le rôle de Ferdinand Waldo Demara.
- Un épisode de MASH (1973) : Dear Dad Again montre Hawkeye ursurpant l'identité d'un chirurgien.
- Le personnage de Jarod dans la série Le Caméléon est inspiré de, mais pas fondé, sur la vie de Ferdinand Waldo Demara.